# Maria di Borbone-Vendôme
Maria di Borbone-Vendôme (29 ottobre 1515 – 28 settembre 1538) è stata una principessa francese.

## Biografia
Era la figlia di Carlo IV, duca di Vendôme, e di sua moglie, Francesca d'Alençon, figlia di Renato, duca di Alençon.

## Trattative Matrimoniali

### Prima trattativa
Nel 1517 venne firmato il trattato di Rouen, che mirava a sostenere la vecchia alleanza dopo la sconfitta degli Scozzesi nella Battaglia di Flodden. Una delle disposizioni del trattato era il matrimonio del re scozzese con una principessa francese. Nell'aprile del 1530 John Stewart, duca di Albany era stato autorizzato a concludere i negoziati sullo status di Giacomo V di Scozia e Maddalena di Valois. 
Tuttavia, poiché Maddalena non aveva una salute eccellente, fu proposta un'altra sposa francese - Maria di Borbone-Vendôme - e una dote pari a quella della figlia del re francese. Entro la fine del 1534 il suo segretario Nicolas Canivet e il segretario di Giacomo V, Thomas Erskine portarono a Giacomo V ritratto di Maria. Nel 1533, Margherita di Navarra aveva discusso di questo piano matrimoniale con il diplomatico di Enrico VIII di Inghilterra, il duca di Norfolk: notò che il Duca di Vendôme era alleato dell'imperatore e affermò che Maria e le sue sorelle erano "malate e storte"; Margherita anche espresso la possibilità di un matrimonio tra Giacomo V e Cristina di Danimarca, più adatta di sua cognata, Isabella d'Albret.
Nel gennaio del 1535, Giacomo V scrisse a Francesco I spiegando che si sentiva travisato in questa trattativa e mandò il suo araldo, James Aikenhead in Francia. Aikenhead fu incaricato di spiegare che Giacomo V non poteva ritirarsi dal trattato del 1517 sposando una principessa senza il consenso del Parlamento scozzese.

### Seconda trattativa
In risposta alle spiegazioni di Aikenhead, Francesco I ha nuovamente sottolineato che un matrimonio con Maddalena non era possibile, a causa della sua cattiva salute. Francesco ha nuovamente proposto un matrimonio alternativo con Maria. 
Il 3 giugno 1535, Giacomo V scrisse da Stirling Castle a Francesco I in merito al suo possibile matrimonio con Maddalena, del trattato e del fidanzamento alternativo con Maria di Borbone. Lo stesso giorno, Giacomo V ha inviato lettere con contenuti simili a Philippe Chabot e Anne de Montmorency. 
Durante questo periodo, il duca di Albany pensò seriamente alla possibilità del matrimonio di Giacobbe V con Cristina di Danimarca, ora duchessa vedova di Milano e iniziò a rallentare i negoziati sul matrimonio con Maria. Ci furono voci su un possibile matrimonio con la sua ex amante, Margaret Erskine. Tuttavia, il 28 dicembre 1535, Aikenhead andò in Francia per riprendere i negoziati su un'alleanza con la casa di Vendôme e fu in grado di concludere un accordo più vantaggioso per il re. Giacomo V nominò i suoi "procuratori", i suoi rappresentanti legali per finalizzare la trattativa.
Il 29 marzo 1536 fu concluso il contratto di matrimonio definitivo tra Giacomo V e Maria Borbone a Cremieux, vicino a Lione, e sigillato con il sigillo reale di Francesco I. Il contratto fu firmato dal cardinale Tournon, dal cancelliere Antoine de Bourg, da Anne de Montmorency, maresciallo di Francia, e dall'ammiraglio Philippe de Chabot, conte di Busançois. Secondo l'accordo, tra l'altro, in caso di morte prematura di Giacomo V, Maria avrebbe ereditato il Falkland Palace. Il duca di Albany, che aveva promosso questo piano matrimoniale, morì nel luglio del 1536.
Il re scozzese visitò Maria di Borbone a Saint-Quentin, in Piccardia nel settembre del 1536, ma poi andò a sud per incontrare Francesco I. Alla corte francese, Giacomo V incontrò la figlia di Francesco I, Maddalena, di cui si innamorò a prima vista. Nonostante l'accordo già concluso, il re scozzese chiese la mano di Maddalena. Riferendosi alla malattia della principessa e al clima rigido della Scozia, che poteva essere fatale per la salute già scossa di sua figlia, Francesco I non acconsentì al matrimonio. Giacomo V insistette e, alla fine, Francesco I cedette: il contratto con Maria di Borbone è stato annullato e il 1 gennaio 1537 a Notre-Dame a Parigi, Giacomo V e Maddalena si sposarono.
Il 14 ottobre 1536, Rodolfo Pio da Carpi, vescovo di Faenza, scrisse che Francesco I offrì la mano di Maria a Francesco, marchese di Lorena. Maddalena morì pochi mesi dopo il matrimonio; Maria morì un anno e mezzo dopo. Secondo il cronista scozzese Robert Lindsey, Maria era così sconvolta dal rifiuto di Giacomo V di sposarla, che ben presto si ammalò gravemente e morì.

## Ascendenza
|                                |                       |                                    | Genitori                       |  |  | Nonni |  |  | Bisnonni                         |  |  | Trisnonni                  |  |
|                                |                       |                                    |                                |  |  |       |  |  | Giovanni VIII di Borbone-Vendôme |  |  | Luigi I di Borbone-Vendôme |  |
|                                |                       |                                    |                                |  |  |       |  |  | Giovanni VIII di Borbone-Vendôme |  |  | Luigi I di Borbone-Vendôme |  |
|                                |                       | Giovanna di Montfort               |                                |  |  |       |  |  | Giovanni VIII di Borbone-Vendôme |  |  |                            |  |
| Francesco di Borbone-Vendôme   |                       |                                    |                                |  |  |       |  |  | Giovanni VIII di Borbone-Vendôme |  |  |                            |  |
|                                |                       | Isabelle de Beauvau                | Luigi di Beauvau               |  |  |       |  |  |                                  |  |  |                            |  |
|                                |                       | Isabelle de Beauvau                | Luigi di Beauvau               |  |  |       |  |  |                                  |  |  |                            |  |
|                                |                       | Isabelle de Beauvau                | Margherita di Chambley         |  |  |       |  |  |                                  |  |  |                            |  |
| Carlo IV di Borbone-Vendôme    |                       | Isabelle de Beauvau                |                                |  |  |       |  |  |                                  |  |  |                            |  |
|                                |                       | Pietro II di Lussemburgo-Saint-Pol | Luigi di Lussemburgo-Saint-Pol |  |  |       |  |  |                                  |  |  |                            |  |
|                                |                       | Pietro II di Lussemburgo-Saint-Pol | Luigi di Lussemburgo-Saint-Pol |  |  |       |  |  |                                  |  |  |                            |  |
|                                |                       | Pietro II di Lussemburgo-Saint-Pol | Giovanna di Marle              |  |  |       |  |  |                                  |  |  |                            |  |
| Maria di Lussemburgo-Saint-Pol |                       | Pietro II di Lussemburgo-Saint-Pol |                                |  |  |       |  |  |                                  |  |  |                            |  |
|                                |                       | Margherita di Savoia               | Ludovico di Savoia             |  |  |       |  |  |                                  |  |  |                            |  |
|                                |                       | Margherita di Savoia               | Ludovico di Savoia             |  |  |       |  |  |                                  |  |  |                            |  |
|                                |                       | Margherita di Savoia               | Anna di Lusignano              |  |  |       |  |  |                                  |  |  |                            |  |
| Maria di Borbone-Vendôme       |                       | Margherita di Savoia               |                                |  |  |       |  |  |                                  |  |  |                            |  |
|                                | Giovanni II d'Alençon | Giovanni I d'Alençon               |                                |  |  |       |  |  |                                  |  |  |                            |  |
|                                | Giovanni II d'Alençon | Giovanni I d'Alençon               |                                |  |  |       |  |  |                                  |  |  |                            |  |
|                                | Giovanni II d'Alençon | Maria di Bretagna                  |                                |  |  |       |  |  |                                  |  |  |                            |  |
| Renato d'Alençon               | Giovanni II d'Alençon |                                    |                                |  |  |       |  |  |                                  |  |  |                            |  |
|                                |                       | Maria d'Armagnac                   | Giovanni IV d'Armagnac         |  |  |       |  |  |                                  |  |  |                            |  |
|                                |                       | Maria d'Armagnac                   | Giovanni IV d'Armagnac         |  |  |       |  |  |                                  |  |  |                            |  |
|                                |                       | Maria d'Armagnac                   | Isabella di Navarra            |  |  |       |  |  |                                  |  |  |                            |  |
| Francesca d'Alençon            |                       | Maria d'Armagnac                   |                                |  |  |       |  |  |                                  |  |  |                            |  |
|                                |                       | Federico II di Vaudémont           | Antonio di Vaudémont           |  |  |       |  |  |                                  |  |  |                            |  |
|                                |                       | Federico II di Vaudémont           | Antonio di Vaudémont           |  |  |       |  |  |                                  |  |  |                            |  |
|                                |                       | Federico II di Vaudémont           | Maria d'Harcourt               |  |  |       |  |  |                                  |  |  |                            |  |
| Margherita di Lorena           |                       | Federico II di Vaudémont           |                                |  |  |       |  |  |                                  |  |  |                            |  |
|                                |                       | Iolanda d'Angiò                    | Renato d'Angiò                 |  |  |       |  |  |                                  |  |  |                            |  |
|                                |                       | Iolanda d'Angiò                    | Renato d'Angiò                 |  |  |       |  |  |                                  |  |  |                            |  |
|                                |                       | Iolanda d'Angiò                    | Isabella di Lorena             |  |  |       |  |  |                                  |  |  |                            |  |
|                                |                       | Iolanda d'Angiò                    |                                |  |  |       |  |  |                                  |  |  |                            |  |